# Jalston Fowler
Jalston Fowler (Mobile, 26 luglio 1990) è un giocatore di football americano statunitense che milita nel ruolo di fullback per i Tennessee Titans della National Football League (NFL).

## Biografia

### Tennessee Titans
Dopo avere giocato al college a football ad Alabama dove  vinse due campionati NCAA nel 2011 e nel 2012, Fowler fu scelto nel corso del quarto giro (108º assoluto) del Draft NFL 2015 dai Tennessee Titans. Debuttò come professionista subentrando nella gara del primo turno contro i Tampa Bay Buccaneers. La settimana successiva segnò il primo touchdown in carriera su un passaggio da 4 yard di Marcus Mariota. La sua stagione da rookie si chiuse con 5 ricezioni per 44 yard disputando tutte le 16 partite, nessuna delle quali come titolare.

## Statistiche
| Partite totali      | 16 |
| Partite da titolare | 0  |
| Ricezioni           | 5  |
| Yard ricevute       | 44 |
| Touchdown           | 1  |

Statistiche aggiornate alla stagione 2015